# 警防团

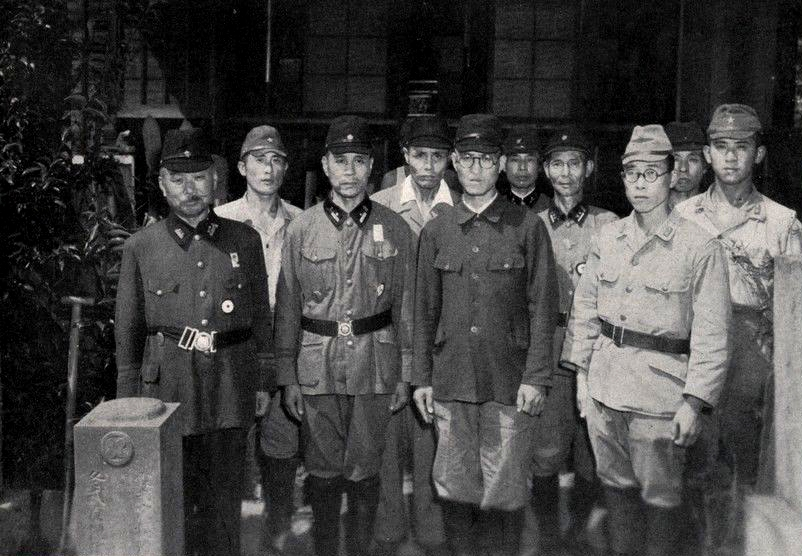
陸軍兵士、民間人、警防団員（深色领章的人物）。階級章：前排左为警防団長、班長。二排为部長、后排为警防員（1945年9月美国海軍撮影）

警防団是第二次世界大战时期日本设立的保护民众免受空袭或灾害的组织。任务是支持警察和消防部门。

## 历史
1939年1月25日颁布，4月1日实施《警防団令》。把消防組和防護団合并为警防团。除了常规的“水火扑救”，还承担“防空监视”、“警报”、“灯火管制”、“警戒警戒”、“交通管制”、“受害人紧急救助”、“毒气防护”、“避难场所管理”。原则上编制体系为：本部―各分団―部―班。根据规模不同，地区编制差异较大。警防団員的階級从上到下依次为：団長、副団長、分団長、部長、班長、警防員。实际上，根据组织情况而定，也可设立副分団長、副部長、副班長等职务级。
日本战败后，1947年被撤销，改组为消防団。